# Майн Кайф?
Майн Кайф? — восьмий альбом російського рок-гурту Агата Кристи, виданий в 2000 році.

## Список композицій
| #   | Назва                   | Тривалість |
| --- | ----------------------- | ---------- |
| 1.  | «Пролог. Убитая любовь» | 3:00       |
| 2.  | «Пират»                 | 3:18       |
| 3.  | «Секрет»                | 2:47       |
| 4.  | «Красная Шапочка»       | 3:50       |
| 5.  | «Альрауне»              | 3:03       |
| 6.  | «На Дне»                | 3:32       |
| 7.  | «Выпить море»           | 2:49       |
| 8.  | «Ein Zwei Drei Waltz»   | 4:04       |
| 9.  | «Странное рождество»    | 4:27       |
| 10. | «Четыре слова»          | 4:32       |
| 11. | «Месяц»                 | 3:59       |
| 12. | «Ветер»                 | 3:54       |
| 13. | «Снайпер»               | 3:35       |
| 14. | «Эпилог. На краю»       | 2:06       |

## Учасники запису
- Вадим Самойлов — вокал, бек-вокал, гітара, бас-гітара, клавішні
- Гліб Самойлов — вокал, бек-вокал, бас-гітара, клавішні
- Олександр Козлов — клавішні